# 宫内厅
宮內廳（日语：／ Kunaichō */?）是日本國政府中掌管天皇、皇室及皇居事務的機構，其前身為「宮內省」與「宮內府」。
宮內廳除了負責與皇室有關的國家事務外，還有協助天皇接見外國駐日使節與舉行儀式相關事務；保管御璽、國璽也是宮內廳的職責。 
宮內廳過去是舊總理府的外局，但現在非內閣府的外局（內閣府設置法第49條），而是內閣府下的獨立機關（內閣府設置法48條）。官報上會列在內閣府的「外局」第一位。

## 沿革
日本文武天皇在大寶元年（701年）頒布大寶令官制，首次出現類似後來「宮內省」的組織。
明治2年（1869年）7月8日，明治天皇依古代太政官制設立「二官八省」作為政府組織。此時仍遵循過去的大寶令設置宮內省，長官為宮內卿。1885年（明治18年）創立內閣制度，宮內卿由宮內大臣代替，但依循「宮中府中區別」原則，宮內大臣不屬於內閣成員。此時設有內大臣、宮中顧問官等官職。1886年（明治19年），宮內省下分2課5職6寮4局。1889年（明治22年）裁定舊皇室典範，確立皇室自律原則。1908年（明治41年），依皇室令施行宮內省官制，宮內大臣為輔弼天皇、處理皇室一切事務的機關。
1945年（昭和20年）第二次世界大戰結束時，宮內省除了1官房2職8寮2局，還有內大臣府、掌典職、御歌所、帝室博物館、帝室林野局、學習院等13外局與京都事務所，職員高達6,200人。之後開始將宮內省事務轉移給其他機關或分離獨立以縮小規模。1947年（昭和22年）5月3日日本國憲法施行，宮內省更名為宮內府，為內閣總理大臣所轄機關。宮內府在宮內府長官下設1官房3職4寮（侍從職、皇太后宮職、東宮職、式部寮、圖書寮、內藏寮、主殿寮）與京都事務所，職員數僅1,500人左右。
1949年（昭和24年）6月1日施行總理府設置法，宮內府改稱宮內廳，為總理府的外局。宮內廳長官下設宮內廳次長、1官房3職2部與京都事務所。2001年（平成13年）1月6日，內閣府設置法施行，宮內廳成為內閣府所屬機關。

## 廳舍
廳舍建於1935年（昭和10年），外觀沒有「宮內廳」的銘版。在明治宮殿燒毀至現在宮殿完成為止，本廳舍曾做為臨時宮殿使用。現在廳舍與宮殿之間設有走廊連接。
- 所在地：東京都千代田區千代田1番1（皇居內、坂下門北側）
- 宮內廳內郵便局（日语：宮内庁内郵便局）：1924年（大正13年）9月開設。現在是日本郵便的郵局。僅宮內廳職員等相關人士可使用。
- 食堂：宮內廳職員與相關人士、記者俱樂部相關人士可使用，另設有販售御料牧場（日语：御料牧場）牛奶的自動販售機。一瓶牛乳60日圓。
- 警視廳職員信用組合（日语：警視庁職員信用組合）宮內廳出張所

## 組織
宮內廳下設內部部局（長官官房、3職、2部）、2設施等機關、1地方支分部局。宮內廳長官與侍從長（侍從職長官）為認證官。宮內廳的組織是沿襲自戰前制度，因此與其他省廳的組織架構有所不同。
侍從職與東宮職分別侍奉天皇一家、皇太子一家，因此在皇位繼承時，東宮職職員在皇太子一家就任天皇皇后後轉成侍從職，原來的侍從職職員則轉成侍奉皇太后的皇太后宮職，或侍奉新皇太子的東宮職。
負責宮中祭祀的掌典職屬於「內廷」的職員，非宮內廳或國家機關職員（國家公務員）。

### 幹部
- 宮內廳長官
- 宮內廳次長

### 內部部局
- 長官官房（日语：宮内庁長官官房）
  - 秘書課
  - 總務課
  - 宮務課
  - 主計課
  - 用度課
  - 宮內廳醫院（日语：宮内庁病院）
- 侍從職（日语：宮内庁侍従職）
- 東宮職（日语：宮内庁東宮職）
- 式部職（日语：宮内庁式部職）
- 書陵部
- 管理部（日语：宮内庁管理部）

### 設施等機關
- 正倉院事務所 - （奈良市） - 正倉院寶物的保存管理與正倉、聖語藏、東西兩寶庫等建物與土地的管理。
- 御料牧場（日语：御料牧場） - （栃木縣） - 畜牧。

### 地方支分部局
- 京都事務所（日语：宮内庁京都事務所） - （京都市） - 管理國有財產京都御所、京都大宮御所（日语：京都大宮御所）、仙洞御所、桂離宮、修學院離宮與桃山陵墓監區、月輪陵墓監區、畝傍陵墓監區、古市陵墓監區等近畿地方天皇陵（日语：天皇陵）與皇族陵墓。

## 長官
宮內廳的首長為宮內廳長官（宮內廳法8條1項）。宮內廳長官任免由天皇認證（同條2項）。1947年（昭和22年）5月日本國憲法施行時設立宮內府及宮內府長官，1949年（昭和24年）改稱宮內廳與宮內廳長官。長官職為認證官。另外，宮內廳長官是特別職的國家公務員（國家公務員法2條3項10號）。
宮內廳長官統籌宮內廳事務及監督職員的服務（宮內廳法8條3項），並可請求內閣總理大臣發布內閣府令（同條4項）、發布告示（同條5項）、對所轄各機關及職員發布訓令或通達（同條6項）、皇宮警察相關事務、向警察廳長官要求採取必要措施（同條7項）等。
宮內廳長官多為舊內務省系官廳的事務次官或同等職位（警視總監）出身，一般由宮內廳次長升任。
| 任         | 姓名       | 在任期間                                               | 出身官廳       | 備註       |
| 宮內府長官 | 宮內府長官 | 宮內府長官                                             | 宮內府長官     | 宮內府長官 |
| ---------- | ---------- | ------------------------------------------------------ | -------------- | ---------- |
| 1          | 松平慶民   | 1947年（昭和22年）5月3日 - 1948年（昭和23年）6月5日    | 宮內省         | 敘・一級   |
| 2          | 田岛道治   | 1948年（昭和23年）6月5日 - 1949年（昭和24年）5月31日   | 民間           | 敘・一級   |
| 宮內廳長官 |            |                                                        |                |            |
| 1          | 田岛道治   | 1949年（昭和24年）6月1日 - 1953年（昭和28年）12月16日  | 民間           | 敘・一級   |
| 2          | 宇佐美毅   | 1953年（昭和28年）12月16日 - 1978年（昭和53年）5月26日 | 內務省         | 敘・一級   |
| 3          | 富田朝彦   | 1978年（昭和53年）5月26日 - 1988年（昭和63年）6月14日  | 警察廳         | 敘・一級   |
| 4          | 藤森昭一   | 1988年（昭和63年）6月14日 - 1996年（平成8年）1月19日   | 厚生省、環境廳 | 敘・一級   |
| 5          | 鎌倉節     | 1996年（平成8年）1月19日 - 2001年（平成13年）4月2日    | 警察廳         | 敘・一級   |
| 6          | 湯淺利夫   | 2001年（平成13年）4月2日 - 2005年（平成17年）4月1日    | 自治省         |            |
| 7          | 羽毛田信吾 | 2005年（平成17年）4月1日 - 2012年（平成24年）6月1日    | 厚生省         |            |
| 8          | 風岡典之   | 2012年（平成24年）6月1日 - 2016年（平成28年）9月26日   | 建設省         |            |
| 9          | 山本信一郎 | 2016年（平成28年）9月26日 - 2019年（令和元年）12月17日 | 自治省         |            |
| 10         | 西村泰彦   | 2019年（令和元年）12月17日 -                           | 警察廳         |            |

- 2001年（平成13年）1月6日中央省廳再編後廢止敘級制度

## 次長
宮內廳設有一位宮內廳次長（宮內廳法9条1項）。宮內廳次長負責協助長官、代理廳務、監督各部局事務等（同條2項）。
宮內廳次長不同於特別職的宮內廳長官，是一般職的國家公務員。
| 任         | 姓名       | 在任期間                                                | 前職                              | 備註           |
| ---------- | ---------- | ------------------------------------------------------- | --------------------------------- | -------------- |
| 宮內府次長 |            |                                                         |                                   |                |
| 1          | 加藤進     | 1947年（昭和22年）5月3日 - 1948年（昭和23年）8月2日     | 宮內省總務局長                    | 敘・一級       |
| 2          | 林敬三     | 1948年（昭和23年）8月2日 - 1949年（昭和24年）5月31日    | 內事局長官                        | 敘・一級       |
| 宮內廳次長 |            |                                                         |                                   |                |
| 1          | 林敬三     | 1949年（昭和24年）6月1日 - 1950年（昭和25年）10月9日    |                                   | 敘・一級       |
| 2          | 宇佐美毅   | 1950年（昭和25年）10月9日 - 1953年（昭和28年）12月16日  | 東京都教育長 東京住宅協會專務理事 |                |
| -          | 宇佐美毅   | 1953年（昭和28年）12月16日 - 1953年（昭和28年）12月18日 |                                   | 擔任宮內廳長官 |
| 3          | 瓜生順良   | 1953年（昭和28年）12月18日 - 1974年（昭和49年）11月26日 |                                   |                |
| 4          | 富田朝彥   | 1974年（昭和49年）11月26日 - 1978年（昭和53年）5月26日  | 警視廳副總監 內閣調査室長         |                |
| 5          | 山本悟     | 1978年（昭和53年）5月26日 - 1988年（昭和63年）4月13日   | 自治省財政局長                    |                |
| 6          | 藤森昭一   | 1988年（昭和63年）4月13日 - 1988年（昭和63年）6月14日   | 內閣官房副長官                    |                |
| 7          | 宮尾盤     | 1988年（昭和63年）6月14日 - 1994年（平成6年）3月31日    |                                   |                |
| 8          | 鎌倉節     | 1994年（平成6年）4月1日 - 1996年（平成8年）1月19日      | 警視總監                          |                |
| 9          | 森幸男     | 1996年（平成8年）1月19日 - 2000年（平成12年）3月31日    |                                   |                |
| 10         | 湯淺利夫   | 2000年（平成12年）4月1日 - 2001年（平成13年）4月2日     | 自治省自治事務次官                |                |
| 11         | 羽毛田信吾 | 2001年（平成13年）4月2日 - 2005年（平成17年）4月1日     | 厚生省事務次官                    |                |
| 12         | 風岡典之   | 2005年（平成17年）4月1日 - 2012年（平成24年）6月1日     | 國土交通省事務次官                |                |
| 13         | 山本信一郎 | 2012年（平成24年）6月1日 - 2016年（平成28年）9月26日    | 內閣府事務次官                    |                |
| 14         | 西村泰彥   | 2016年（平成28年）9月26日 - 2019年（令和元年）12月17日  | 警視總監 內閣危機管理監           |                |
| 15         | 池田憲治   | 2019年（令和元年）12月17日 -                            | 全国市町村国際文化研修所学長      |                |

- 1950年（昭和25年）6月1日以後無敘級

## 外部連結
- 宮內廳（页面存档备份，存于） （日語）（英文）